# Hr.Ms. Gerberdina Johanna (1940)
De Hr.Ms. Gerberdina johanna (FY 1779) was een Nederlandse hulpmijnenveger. Het schip was gebouwd als IJM 38 door de Britse scheepswerf Smith's Dock Co. Ltd. in Middlesbrough.
Na de val van Nederland in mei 1940 wist het schip te vluchten naar het Verenigd Koninkrijk, waar het schip nog datzelfde jaar werd gevorderd en omgebouwd tot hulpmijnenveger. Als mijnenveger voerde het schip veegoperaties uit in de Britse wateren. Het schip maakte deel uit van de 65ste mijnenvegergroep te Milford Haven, andere schepen bij deze groep waren de Vikingbank en Hercules. In 1944 werd het schip omgebouwd van hulpmijnenveger tot transportschip. Als transportschip was Gerberdina Johanna nog steeds verbonden aan de mijnendienst.
Na de Tweede Wereldoorlog werd in het voorjaar het schip omgebouwd tot moederschip voor mijnenvegers en deed als zodanig dienst tot 1 januari 1947 waarna het schip werd teruggegeven aan de eigenaar.